# Тоётоми (род)
Тоётоми (яп. 豊臣氏 Тоётоми-удзи / Тоётоми-си) — японский феодальный род, возвысившийся в конце XVI — начале XVII века.

## История
Тоётоми были семейством достаточно низкого происхождения, из сельских самураев, и имевшие достаточно короткий период расцвета, однако оказавшие в период Адзути-Момояма сильнейшее влияние на историю Японии. Клан Тоётоми был официально создан в 1596 году, когда Хасиба Хидэёси принял от императора фамилию Тоётоми, несмотря на своё простое происхождение — как один из преданнейших военачальников Оды Нобунага. Позднее Хидэёси пытался получить титул сёгуна, однако из-за низкородности это ему не удалось. Вместо этого он вступает в 1585 году в должность кампаку — регента империи. В 1591 году он уступает этот пост и титул своему племяннику Миёси Нобуёси, который сопровождал дядю в течение всей его стремительной карьеры, и изменил с присвоением роду новой фамилии своё имя на Тоётоми Хидэцугу. Клан Тоётоми утратил свою власть в 1615 году со смертью Тоётоми Хидэёри, сына и наследника Тоётоми Хидэёси. Во время битвы за Осаку большинство членов семьи погибли, и род Тоётоми угас.

## Генеалогия
- Киносита Яэмон и Омандокоро
  - Ниссю
    - Тоётоми Хидэцугу (усыновлён Хидэёси)
    - Тоётоми Хидэкацу (усыновлён Хидэёси)
    - Тоётоми Хидэясу

  - Тоётоми Хидэёси
    - Тоётоми Цурумацу
    - Тоётоми Хидэёри
      - Тоётоми Кунимацу (после поражения своего отца приговорён к смерти)
      - Наа-химэ (после поражения своего отца ушла в монастырь под именем Тэнсюин)

  - Тоётоми Хидэнага
  - Асахи-химэ